# Apportez-moi la tête de la femme-mitraillette

Apportez-moi la tête de la femme-mitraillette (Tráiganme la cabeza de la mujer metralleta) est un film de gangsters chilien réalisé en 2012 par Ernesto Diaz Espinoza et inspiré des jeux vidéo Grand Theft Auto.

## Synopsis
Le film est structuré à la façon d'un jeu vidéo, le héros du film ayant plusieurs missions enchaînées à accomplir, celle-ci seront soit réussies, soit ratées. La première scène nous montre la femme mitraillette (Fernanda Urrejola) opérant un massacre dans un magasin, l'une des victimes est un homme-orchestre qui tombe sous les yeux de son fils. Che Longana, (Jorge Alis), un mafioso local cherche à supprimer son ancienne petite amie qui l'a quitté et humiliée. On ne connaît que son surnom, "la femme-mitraillette", référence à son habileté dans le maniement des armes à feu. À la suite d'un concours de circonstances, Santiago Fernández, le disc-jockey de la boite, (Matías Oviedo) où les membres du gang ont leurs habitudes se retrouve chargé du contrat d'exécution de la femme-mitraillette. Après plusieurs péripéties il la trouvera mais ne parviendra pas à la capturer, elle lui laissera cependant la vie sauve. Devant son échec les hommes de Che Longana prennent la mère de Santiago en otage. Santiago s'allie à la femme mitraillette pour supprimer Che Longana mais le plan échoue. Santiago revient alors armé jusqu'aux dents fait un massacre et libère la femme mitraillette. Alors qu'ils s'apprêtent à partir tous les deux, un jeune homme-orchestre reconnait la femme qui a tué son père, lui tire dessus et la blesse. Santiago l'empêche de répondre au tir. Elle reprend sa voiture mais empêche Santiago de monter avec elle. Le dernier plan du film voit les deux véhicules s'éloigner, et la mention : "Game Over" apparaît sur l'écran.

## Fiche technique
- Titre : Apportez-moi la tête de la femme-mitraillette
- Titre original : Tráiganme la cabeza de la mujer metralleta
- Réalisation : Ernesto Diaz Espinoza
- Scénario : Ernesto Diaz Espinoza et Fernanda Urrejola
- Production : Nicolás Ibieta
- Photographie : Nicolás Ibieta
- Musique : Rocco
- Pays de production :  Chili
- Date de sortie : 25 décembre 2012
- Genre : parodie de film de gangsters
- Durée : 76 minutes

## Distribution
- Fernanda Urrejola : la Femme-mitraillette
- Matías Oviedo : Santiago Fernández
- Jorge Alis : Che Longana, le chef de la pègre locale
- Sofía García : Shadeline Soto, une entraîneuse de bar
- Francisca Castillo : la mère Santiago Fernández

## Autour du film
Non diffusé en salle, le film est sorti directement en DVD pour le marché francophone européen en janvier 2014.